# Beniamino Gigli
Beniamino Gigli (Recanati, 20 de marzo de 1890 - Roma, 30 de noviembre de 1957) fue un tenor lírico italiano nacido el mismo día que el tenor heroico danés Lauritz Melchior. Es considerado uno de los mejores tenores de la primera mitad del siglo XX, y junto a Enrico Caruso y Jussi Björling era el tenor predilecto para los papeles de tenor lírico en la Metropolitan Opera de Nueva York antes de la Segunda Guerra Mundial.

## Carrera
Beniamino se formó en Roma, la capital italiana con los maestros Agnese Bonucci, Antonio Cotogni y Rosati. Su carrera se inició con su triunfo en un concurso internacional de canto realizado en Parma en 1914. El 15 de octubre de ese mismo año debutó operísticamente en la localidad de Rovigo, actuando en el papel de Enzo en la obra La Gioconda, del compositor italiano Amilcare Ponchielli. 
Durante los años 1920 y 1930, Gigli no tuvo rival entre los tenores italianos. Su registro de tenor central de timbre agradable le daba especial calidad sonora en las partes líricas y de tenor spinto, también debido a la suavidad, a la potencia y a la fluidez de sus interpretaciones. 
Abarcó un sinnúmero de papeles protagonistas en su vida. Entre los que más se rememoran por la calidad de su interpretación, se encuentran el de Nemorino en L'elisir d'amore de Gaetano Donizetti, el del Duque de Mantua en la obra Rigoletto de Giuseppe Verdi, el del caballero Renato Des Grieux en Manon Lescaut de Giacomo Puccini, y el de Mario Cavaradossi en Tosca, también de Giacomo Puccini.
En 1919, visitó por primera vez América del Sur donde cantó en el Teatro Colón de Buenos Aires Tosca y La Boheme junto a "la divina" Claudia Muzio retornando en 1925, 1928 y 1933 para esos papeles además de Rigoletto, Lucrezia Borgia, La Gioconda, La Traviata, Isabeau y Andrea Chénier, uno de sus roles favoritos. 
En 1920 debutó en el Metropolitan Opera House de Nueva York como Fausto en el Mefistófeles (Mefistofele en italiano) de Arrigo Boito, en la casa lírica neoyorkina cantó hasta 1939 un total de 500 representaciones.
En 2009 fue elegido como el mejor tenor del siglo XX, por un jurado integrado por críticos y especialistas españoles e italianos.[cita requerida]

## Grabaciones
Su legado discográfico se remonta a la década de 1920 y ofrece una buena perspectiva de la belleza de su voz. 
Al igual que había hecho ya su antecesor Enrico Caruso, Gigli grabó en disco una buena parte de su repertorio, incluyendo óperas completas con Maria Caniglia, Rina Gigli , Licia Albanese  y Toti Dal Monte, estas gozaron de tal popularidad que se han reeditado en CD. Debido a esto se tienen registros de partes de óperas de Francesco Cilea, Gaetano Donizetti, Umberto Giordano, Ruggero Leoncavallo, Pietro Mascagni, Arrigo Boito, Giacomo Puccini y Giuseppe Verdi, entre otros, cantadas por Gigli.

## Retiro y fallecimiento
En los últimos años de su vida, Gigli dio conciertos más a menudo de lo que apareció en el escenario. Antes de su retiro en 1955, Gigli emprendió una agotadora gira mundial de conciertos de despedida. Se retiró en 1955 en un concierto que ofreció en el Constitution Hall de Washington D. C..
Esto deteriora su salud en los dos años que le quedaban, tiempo durante el cual ayudó a preparar sus memorias (basadas principalmente en una memoria anterior, concretarse mediante una serie de entrevistas). Gigli murió en Roma en 1957.

## Vida personal
Como muchos artistas, Gigli fue un hombre de contradicciones. Por un lado, dio más conciertos benéficos que cualquier otro cantante en la historia, con cerca de un millar. Tuvo una profunda devoción por el Padre Pío, su confesor, a quien le donó una gran cantidad de dinero, y cantó una cantidad inusual de la música sacra (sobre todo en la década de 1950), algo atípico entre los más importantes tenores de ópera. En este sentido, durante toda su vida se dedicó profundamente a la música sacra de Don Lorenzo Perosi. 
Por otro lado, la relación de Gigli con las mujeres estuvo frecuentemente asociada al escándalo. Mintió en sus memorias al decir que se casó seis meses antes de la fecha real, para ocultar que su esposa Constanza estaba embarazada antes de llegar al altar. Gigli tuvo dos hijos con Constanza: Enzo y Rina (esta última fue una conocida soprano). También se conoce que tuvo una segunda familia con Lucia Vigarani, con la cual tuvo tres hijos. Se cree que Gigli tuvo al menos otros tres hijos con diferentes mujeres. El exacto número de su descendencia se desconoce.